# Passieren

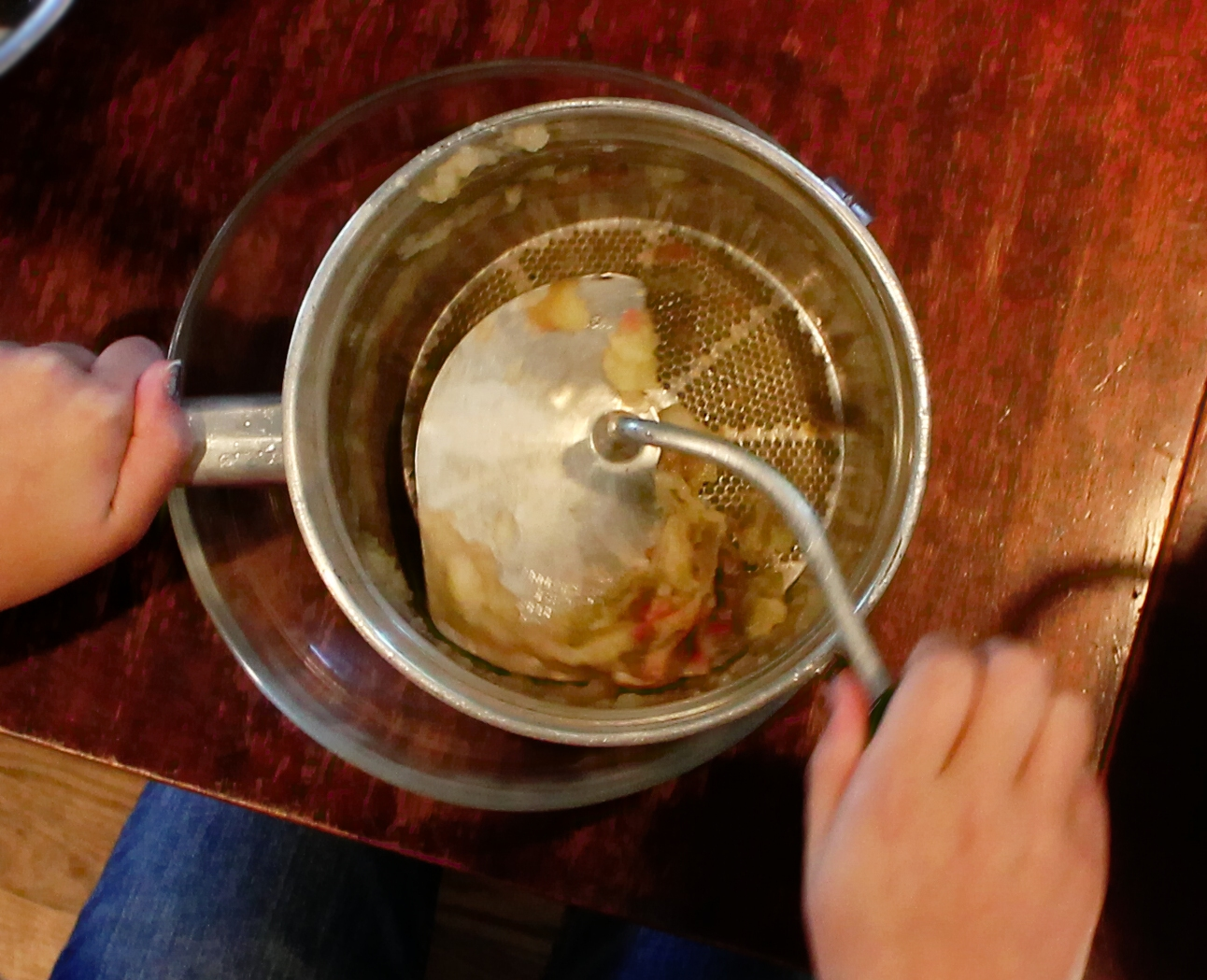
Passieren von gegarten Äpfeln mittels einer Passiermühle (bei der Herstellung von Apfelmus)

Passieren (von französisch passer ‚vorübergehen‘) bezeichnet küchensprachlich einen Arbeitsvorgang, bei dem Flüssigkeiten und verschiedene Massen frei von festen Bestandteilen gehalten werden sollen. Dabei sind das Durchseihen von Flüssigkeiten (Saucen, Suppen etc.) und das Durchstreichen von Mus, Früchten und Fleischzubereitungen zu unterscheiden.
Als Werkzeug kommen Passiersiebe mit besonders feinen Öffnungen und Maschen zum Einsatz. Zum Passieren von Flüssigkeiten werden sowohl Spitzsiebe (Chinoise) aus trichterförmigen Metallnetzen oder Lochblechen als auch Passiertücher aus Leinen oder Mull, zum Passieren fester Massen flache Haarsiebe benutzt. Für das Passieren gegarten Obsts und Gemüses können spezielle Passiergeräte (Flotte Lotte, Kartoffelpresse, Passierwiege) verwendet werden. Für elektrische Handrührgeräte gibt es aufsetzbare Passierstäbe. Ein Küchenmixer oder -Cutter ersetzt das wesentlich aufwendigere Passieren nicht, denn durch das Pürieren werden die  unerwünschten Bestandteile nur zerkleinert und nicht von der Speise getrennt.